# Iris (ópera)
Iris é uma ópera em três atos de Pietro Mascagni com libreto original italiano de Luigi Illica. A sua primeira apresentação foi no Teatro dell'Opera di Roma em Roma, em 22 de novembro de 1898.
A ópera é completamente ambientada no Japão durante a época lendária e segue a moda daqueles momentos do exotismo oriental. Giacomo Puccini, amigo de Mascagni, esteve presente na estreia, mas está longe de ser coincidência que a sua ópera Madama Butterfly, apresentada pela primeira vez em 1904, fosse também ambientada no Japão.
Como acontece com todas as óperas completas de Mascagni, Iris é raramente executada, mesmo na Itália. Dois dos números mais memoráveis da ópera são Serenata do Tenor ("Apri la tua finestra") e o Hino ao Sol ("Inno al Sole").

## Papéis
| Papel                                                             | Voz      | Primeira apresentação, 22 de novembro de 1898 (Regente: Pietro Mascagni) |
| ----------------------------------------------------------------- | -------- | ------------------------------------------------------------------------ |
| Iris                                                              | soprano  | Hariclea Darclée                                                         |
| Il Cieco                                                          | baixo    | Giuseppe Tisci Rubini                                                    |
| Osaka                                                             | tenor    | Fernando De Lucia                                                        |
| Kyoto                                                             | barítono | Guglielmo Caruson                                                        |
| Geisha                                                            | soprano  | Ernestina Tilde Milanesi                                                 |
| Haberdasher                                                       | tenor    | Eugenio Grossi                                                           |
| Rag merchant                                                      | tenor    | Piero Schiavazzi                                                         |
| Coro: lojistas, gueixas, meninas da lavanderia, samurai, cidadãos |          |                                                                          |